# Nationaal Symfonieorkest van de RAI

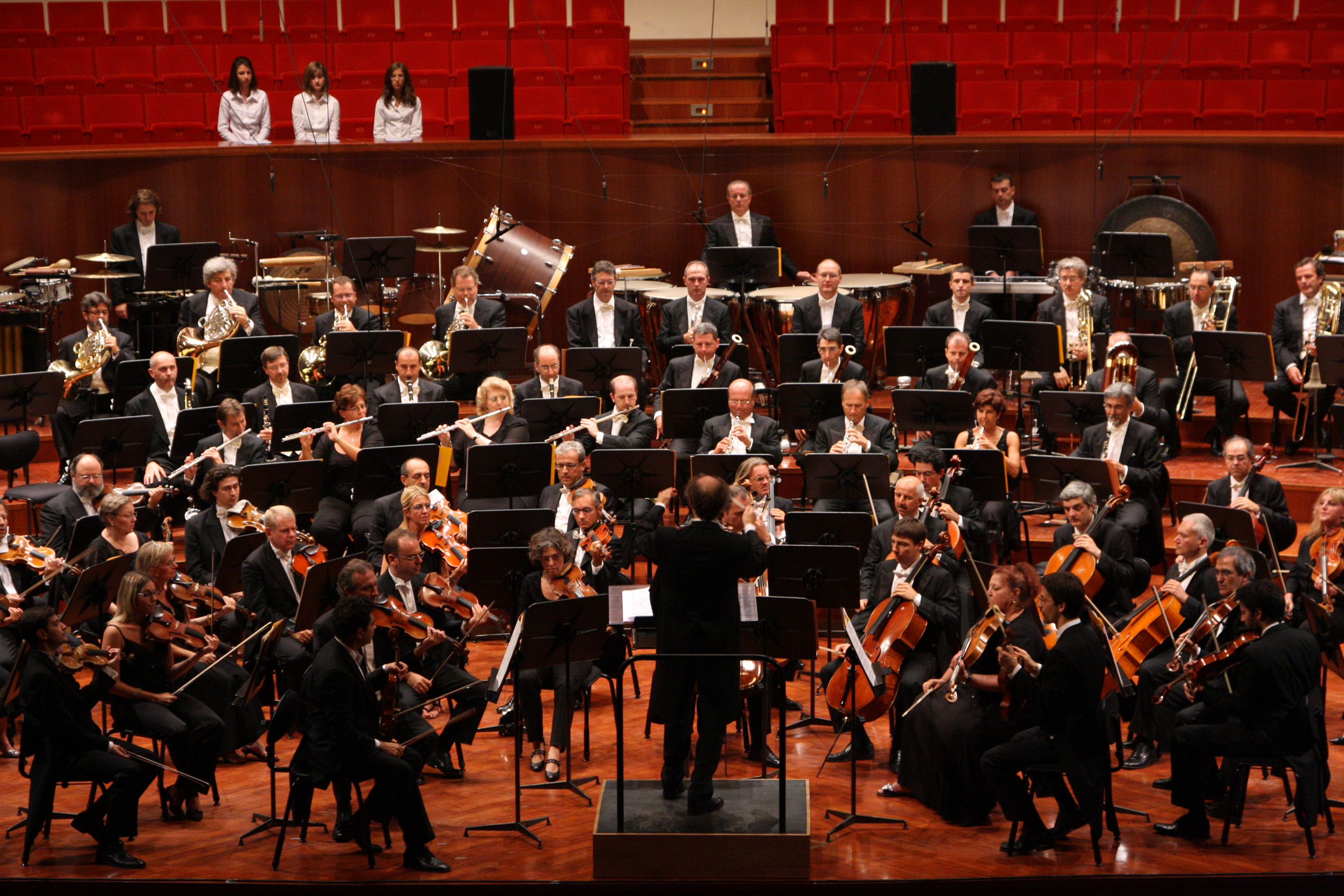
Nationaal Symfonieorkest van de RAI

Het Nationaal Symfonieorkest van de RAI  (Italiaans: Orchestra Sinfonica Nazionale della RAI) is het symfonieorkest van de Italiaanse staatsomroep RAI. Het orkest is ontstaan in 1994 na een fusie van de vier RAI-orkesten in Turijn, Rome, Napels en Milaan die er tot dan toe waren. Het orkest is gevestigd in het Auditorium van de Rai, aan Piazza Rossaro in Turijn.

## Geschiedenis
Het oudste symfonieorkest van de RAI werd opgericht in 1931 in Turijn. De orkesten in Rome, Milaan en Napels kwamen er later bij. 
De RAI-orkesten werden geleid door 's werelds meest vooraanstaande dirigenten, zoals 
Vittorio Gui, Wilhelm Furtwängler, Herbert von Karajan, Antonio Guarnieri, Igor Stravinski, Leopold Stokowski, Sergiu Celibidache, Carlo Maria Giulini, Mario Rossi, Lorin Maazel, Thomas Schippers, Zubin Mehta en Wolfgang Sawallisch.
In 1994 werden de vier orkesten wegens bezuinigingen samengevoegd in Turijn. Sindsdien is het orkest verjongd. 

## Dirigenten
De eerste concerten van het nieuwe orkest waren onder leiding van Georges Prêtre en Giuseppe Sinopoli. Van 1996 tot 2001 was Eliahu Inbal eredirigent van het orkest. Vanaf september 2001 is Rafael Frühbeck de Burgos chef-dirigent. Jeffrey Tate was de eerste gastdirigent van 1998 tot 2002, waarna hij de titel eredirigent kreeg. In de jaren 2003-2006 was Gianandrea Noseda de eerste gastdirigent. Andere gastdirigenten waren onder anderen Carlo Maria Giulini, Wolfgang Sawallisch, Mstislav Rostropovitsj, Myung-Whun Chung, Riccardo Chailly, Lorin Maazel, Zubin Mehta, Yuri Ahronovitch, Marek Janowski, Dmitrij Kitaenko, Aleksandr Lazarev, Valery Gergiev, Gerd Albrecht, Yutaka Sado en Mikko Franck. 

## Activiteiten
Het orkest verzorgt reguliere concertseries in Turijn en speelt daarnaast regelmatig in de andere grote steden van Italië. Ook maakte het orkest diverse buitenlandse tournees.
Alle concerten van het orkest worden uitgezonden op de Italiaanse radiozender Rai Radio 3. veel concerten worden ook op televisie uitgezonden, op Rai Tre. Het orkest maakt ook cd-opnamen, vooral van hedendaagse muziek.